# Le Prato (théâtre)
Pour les articles homonymes, voir Prato (homonymie).
 (avril 2025).
Si vous disposez d'ouvrages ou d'articles de référence ou si vous connaissez des sites web de qualité traitant du thème abordé ici, merci de compléter l'article en donnant les références utiles à sa vérifiabilité et en les liant à la section « Notes et références ».
Le Prato est né dans le bouillonnement des années 1970 de la rencontre de personnalités qui souhaitaient allier sujets de société et arts populaires, constituer une troupe pour créer et accueillir des spectacles.
Depuis 1985, il est installé dans l’ancienne filature Le Blan dans le quartier Moulins à Lille.
Reconnu scène conventionnée pour les arts du burlesque en 1999, le Prato a été labellisé pôle national cirque en 2011. Il fait partie des 14 pôles nationaux cirque en France. Consacré aux arts du cirque, le Prato accompagne les équipes artistiques avec une attention particulière pour l’émergence (coproduction, résidence) et organise la rencontre avec les habitants et les habitantes de Moulins, de Lille, du Nord et d’ailleurs (spectacles, actions artistiques et culturelles, ateliers, formations, rencontres…). Il construit ses actions dans une démarche d’éducation populaire.
Le Prato aime mêler le cirque avec d’autres arts et invite ponctuellement du théâtre, de la danse. Il programme en salle, sous chapiteau et dans l’espace public.
Le Prato propose une saison (septembre - juin) ainsi qu’un festival tous les deux ans depuis 2011, Les Toiles dans la ville. Lorsqu’il accueille des chapiteaux, le Prato s’installe sur l’espace chapiteau de la Gare de Lille-Saint-Sauveur. Il participe également à la programmation de partenaires métropolitains.
Le Prato est situé à Lille, dans le quartier populaire de Moulins. Il s'est surnommé lui-même « théâtre international de quartier » pour parodier le "Théâtre national de région" (aujourd'hui Théâtre du Nord) créé peu de temps auparavant. 

## Historique
À sa création en 1973, Le Prato n'est qu'une troupe de clowns sans salle attitrée. Gilles Defacque, l'actuel directeur fait déjà partie de l'aventure (avec notamment Ronny Coutteure), mais les comédiens sont amateurs et le théâtre une association loi de 1901. Après plusieurs succès, lors de festivals, la ville de Lille lui attribue la nouvelle salle de La Filature (ancienne usine textile située à Moulin qui comprend outre le théâtre, maison de jeunes, associations...). Cette salle a été refaite et agrandie en 2004.
La troupe propose des one-man-show (et one-women-show!) burlesques, mais également des pièces plus complexes comme «Oh les beaux jours» de Beckett, ainsi que des spectacles de cabarets/variétés (Defacque peut d'ailleurs jouer ou mettre en scène les trois). Les créations sont jouées à Lille, mais aussi dans toute la région, et en tournée en France pour certaines. Quelques artistes sont régulièrement associés aux créations : Jacques Motte, Stéphanie Petit, William Schotte...
De nombreux artistes extérieurs sont également accueillis. Jeunes en devenir, ou talents confirmés tels que Yolande Moreau avec Sale Affaire (le spectacle entrevue dans Quand la mer monte...), ou Philippe Caubère qui présenta en 2006 l'intégralité de "L'homme qui danse" (2 représentations de chacun des six spectacles qui firent tous salle comble). En 2007 c'est Jacques Bonnaffé qui a rendu visite au Prato.

## Projet artistique et culturel
Le Prato est un Pôle national cirque. Il en existe 14 en France, 2 en Hauts-de-France (Cirque Jules-Verne – Amiens).
A ce titre, il se conforme au cahier des missions et des charges du label en assurant principalement les deux missions suivantes :
– l’accompagnement et le soutien de la création dans le domaine du cirque contemporain,
– la diffusion de spectacles de cirque ;
ces deux missions permettant l’élaboration d’un programme construit et cohérent d’actions de formation et de sensibilisation des publics au cirque, respectant les engagements artistiques, culturels, territoriaux, citoyens et professionnels liés au label.
Le Prato présente la diversité des spécialités, esthétiques et formats du cirque contemporain, en salle, sous chapiteau ou en espace public.
Il défend notamment l’écriture dédiée aux jeunesses (petite-enfance, enfance, adolescence), ainsi que l’écriture spécifique espace public, par exemple avec les Moulins dimanche, journée familiale pour voir et faire du cirque dans le quartier. 
La programmation et les actions culturelles sont les deux faces d’une même pièce et sont construites en résonance et en écho. Il est associé à 4 artistes/équipes : Tite, Juan Ignacio Tula – compagnie 7bis, la compagnie Un loup pour l’homme et Macarena Gonzalez-Neuman.
Le Prato est fortement investi dans l’enjeu crucial de l’accessibilité (notamment avec un travail affirmé avec la langue des signes française) et réfléchit ses actions avec une notion large de ce qui rend accessible.
Il programme ponctuellement du théâtre, de la danse… en coréalisation avec les partenaires métropolitains chargés de ces secteurs (le Gymnase – Centre de développement chorégraphique national de Roubaix, Théâtre Massenet, La Rose des vents – scène nationale de Villeneuve d’Ascq, les Maison Folie et le Grand Sud de la Ville de Lille…) ou à l’occasion d’événements ou fidélités spécifiques.

## Cirque
Le Prato est labellisé pôle national cirque depuis 2011.